# Valle dei Campassi
La Valle dei Campassi (a Valàdda di Canpàsci in Genovese) è una piccola valle attraversata dal piccolo Rio di Campassi tributario del torrente Borbera in provincia di Alessandria interamente compresa nel comune di Carrega Ligure (Carêga in Genovese) e della diocesi di Tortona nel versante nord del monte Antola. La valle è lunga 4 km e ha un dislivello di quasi mille metri dal letto del Rio dei Campassi all'Antola.
Il punto più a sud della valle (il lato nord del monte Antola) si trova a solo 25 km in linea d'aria dal centro di Genova, la valle infatti, fino al novese, pur appartenendo oggi al Piemonte in seguito alle leggi rattazziane, è sempre stata legata da solidi legami storici, linguistici e culturali con la Liguria della quale era parte, fino all'accorpamento della stessa al neonato regno sabaudo decretato dal Congresso di Vienna nel 1814.
Per le mutate condizioni politiche e socio economiche - ovvero quel che gli abitanti di quelle utili ed antiche "Terre di Passo" vissero sulla propria pelle - iniziò un irreversibile abbandono che divenne, soprattutto nelle frazioni - anche se oggi è ormai generalizzato - definitivo a causa di quell'isolamento che non fu solo quello geografico, ma dall'amplificazione dello stesso dovuto alle poco lungimiranti politiche del nuovo stato che non vide le potenzialità territoriali di quei luoghi da sempre abitati.

## Localizzazione
La valle è raggiungibile dalla SP 147 della val Borbera seguendo le indicazioni per Vegni o per Campassi dove terminano le due strade comunali, da lì partono i sentieri gestiti dalla sezione del Club Alpino Italiano di Novi Ligure che raggiungono tutti i paesi abbandonati della valle.

## I villaggi di pietra

### Campassi (956 m)
Primo paese sul lato ovest della valle, ha due fontane e una piccola chiesa. 

### Casoni di Vegni (1.019 m)
Porta della Valle dei Campassi. Ci sono pochissime informazioni sul piccolo borgo ed è presente solo l'indicazione di una casa costruita nel 1860. Il piccolo borgo è disabitato da una data ignota. 

### Croso  (990 m)
Situato vicino Campassi e sopra il Mulino dei Gatti, la frazione è l'unica ancora abitata da poche persone per tutto l'anno. 

### Ferrazza (1.136 m)
Piccolo borgo tra Reneuzzi e Vegni, è costituito da dodidici edifici ed è disabitato dal 1961. Alcune case sono utilizzate d'estate. 

### Reneuzzi (1.075 m)
Ultimo paese sul lato est della valle il borgo aveva ben 96 abitanti nel 1872, ridotti poi a 18 nel 1954, 4 nel 1960 e l'ultimo abitante (una ragazza) venne uccisa dall'ex fidanzato nel 1961 ed è stata l'ultima lapide messa nel cimitero. Conserva l'Oratorio di San Bernardo abate.

## Il delitto del 1961
Nella mattina del 23 settembre 1961 il trentunenne Davide Bellomo di Reneuzzi uccise la ventenne Maria Franco di Ferrazza, i due erano cugini di primo grado ed ex fidanzati ma lui era ancora molto geloso di lei così la famiglia Franco decise la mattina del 23 di trasferirsi a Caprile di Propata (GE) in val Trebbia dove aveva un terreno in mezzadria ma la famiglia la trovò uccisa in un casolare nei pressi del paese dopo essere stata aggredita, colpita alla nuca, seviziata, trascinata per duecento metri e poi colpita da un pugno. Infine le sparò cinque colpi di rivoltella calibro 6,5 alla fronte, alla tempia sinistra, al cuore e alle labbra e tentò un'ultima disperata protezione con le braccia incrociate sul petto; la causa scatenante di questa violenza fu il suo trasferimento e la fine del fidanzamento. Bellomo scappò e poi si suicidò, il suo cadavere venne ritrovato in un sentiero vicino cinque giorni dopo essersi suicidato con la stessa pistola del delitto.